# Aedes ambreensis
Aedes ambreensis är en tvåvingeart som beskrevs av Rodhain och Boutonnier 1984. Aedes ambreensis ingår i släktet Aedes och familjen stickmyggor.
Artens utbredningsområde är Madagaskar. Inga underarter finns listade i Catalogue of Life.